# Aubrey Morris
Pour les articles homonymes, voir Morris.
Aubrey Morris, né Aubrey Steinberg, le 1er juin 1926 à Portsmouth, Angleterre (Royaume-Uni) et mort le 15 juillet 2015 à Los Angeles, Californie (États-Unis) est un acteur britannico-américain.
Il est surtout connu pour ses apparitions dans Orange mécanique et The Wicker Man.

## Filmographie partielle

### Cinéma
- 1966 : The Sandwich Man de Robert Hartford-Davis
- 1971 : La Momie sanglante de Seth Holt : le docteur Putnam
- 1972 : Orange mécanique (A Clockwork Orange), de Stanley Kubrick : Mr Deltoid
- 1973 : The Wicker Man de Robin Hardy : le vieux jardinier / le fossoyeur
- 1975 : Lisztomania de Ken Russell : le manager
- 1975 : Le Frère le plus futé de Sherlock Holmes (The Adventures of Sherlock Holmes' Smarter Brother), de Gene Wilder : le chauffeur
- 1975 : Guerre et Amour de Woody Allen : un soldat
- 1979 : SOS Titanic de William Hale : le steward John Hart (TV)
- 1984 : Oxford Blues de Robert Boris : le docteur Quentin Boggs
- 1994 : My Girl 2 d'Howard Zieff : Alfred Beidermeyer
- 1996 : La Reine des vampires de Gilbert Adler (en) : McCutcheon
- 1997 : La Légende de la momie (Legend of the Mummy) , de Jeffrey Obrow : docteur Winchester

### Séries télévisées
- 1958 : Ivanhoé : Rushkin
- 1964 : Destination Danger (plusieurs épisodes dont la saison 2, épisode 1 : Double jeu) : Harris
- 1964 : Le Saint : Lida (saison 3 épisode 2) : Pebbles
- 1965 : Chapeau melon et bottes de cuir (saison 4, épisode 14 : La Poussière qui tue) : Quince
- 1975 : Cosmos 1999 (saison 1, épisode 22 : La mission des Dariens ) : le grand prêtre
- 1986 : Arabesque (saison 2, épisode 22 : Jeune Cadre dynamique) : Forbes
- 1989 : Arabesque (saison 6, épisode 3 : La Vieille Dame) : Mr. Bellows